# Фридрихштрассе
Фридрихштрассе (нем. Friedrichstraße, дословно — «улица Фридриха») — улица в центре Берлина, проходит по территории районов Митте и Кройцберг. Улица получила своё название в честь курфюрста Бранденбурга Фридриха III, ставшего впоследствии королём Пруссии Фридрихом I.
Фридрихштрассе — основная магистраль Фридрихштадта в направлении север-юг. Она ведёт от площади Мерингплац в Кройцберге на север через бывший пропускной пункт Чекпойнт Чарли и бульвар Унтер-ден-Линден мимо вокзала Фридрихштрассе. Улица пересекает Шпрее по Вайдендамскому мосту и заканчивается на севере у Ораниенбургских ворот, переходя в Шоссештрассе, на которой расположены Доротеенштадтское кладбище и дом Бертольта Брехта.
Ещё в последние годы существования ГДР на участке от Лейпцигской улицы до Унтер-ден-Линден началось возведение крупных торговых центров. Сейчас здесь находятся роскошные магазины Galeries Lafayette, Friedrichstadt-Passagen и Quartier 206, магазины именитых марок одежды, автосалоны Volkswagen, Mini и Opel и книжный магазин Dussmann.
Севернее отеля Maritim proArt Hotel Berlin находится 25-этажное здание Международного торгового центра, построенное в 1978 году, и вокзал Фридрихштрассе. За ними следуют здание Адмиральского дворца, которое в 1955—1997 годах занимал берлинский театр «Метрополь», и Фридрихштадтпаласт.
Менее известна южная часть Фридрихштрассе у Мерингплац и Галльских ворот, где располагается пешеходная зона с разнообразными магазинами.